# Andymori
andymori（アンディモリ）は、日本のロックバンド。活動期間は2007年 - 2014年。バンド名はアンディ・ウォーホルと「メメント・モリ」（藤原新也によるインドの写真集）を繋げた造語。

## メンバー

### 前期
- 小山田 壮平（おやまだ そうへい）
福岡県出身。1984年6月17日生まれ。A型。
全期通じてのメンバーで ボーカル・ギター（リーダー）とほとんどの楽曲の作詞・作曲を担当。解散後はALのメンバー、またソロとして活動している。

- 藤原 寛（ふじわら ひろし）
1984年10月9日生まれ。B型。
全期通じてのメンバーでベース担当。解散後はALのメンバー。現在はDOGADOGA（ドガ）や銀杏BOYZのベースサポート、小山田壮平バンドのベースとしても活動している。

- 後藤 大樹（ごとう ひろき）
東京都出身。1986年8月19日生まれ。
前期ドラムス担当。2010年11月27日脱退。脱退後は銀杏BOYZのドラムサポートとTierra Tom Ray（）のギターボーカルとして活動し、解散後はALのメンバー。CM音楽制作等の作家業も並行して行なう。2025年、工藤祐次郎らと共にホーボーを結成。

### 後期
- 小山田 壮平
前期からのメンバー。
- 藤原 寛
前期からのメンバー。
- 岡山 健二（おかやま けんじ）
ドラムス担当。
三重県出身。1986年10月2日生まれ。
2010年12月2日加入。解散後はclassicus (クラシクス)や、豊田道倫 & His band!のメンバー、銀杏BOYZのドラムサポートとして活動している。DOGADOGAのメンバーとしても活動していたが、2024年6月6日に脱退した。（Perc./Cel./Tamb./Pan./Shaker.）
その後はソロ活動をメインにしている

## 来歴
バンドの結成メンバーとなる小山田、藤原、後藤の3人は早稲田大学出身で、後藤のみ後の2人の2学年後輩だった。大学在籍時、小山田と藤原は別の2人を迎えてバンドを組んでおり、後藤と親しくなったのは大学の卒業後だった。2007年、小山田は他のバンドでドラマーをやっていた後藤を西荻窪の食堂へ呼び出し、そこに居合わせた写真家の佐藤哲郎と共にラブコールを送り、これを機にandymoriが結成された。バンドは東京都内のライブハウスで多数ライブへ出演しその後芸能事務所フェイスミュージックエンタテインメント及びレーベル「Youth Records」と契約し、2008年10月8日にデビューEP『アンディとロックとベンガルトラとウィスキー』をリリースした。
2009年2月4日、1stフルアルバム『andymori』をリリース。そのアルバムのリードトラック「FOLLOW ME」が、iTunes「今週のシングル（1月28日 - 2月3日）」に選ばれ、無料ダウンロードが行われた。
さらにこの年、夏の大型音楽フェスティバル「ROCK IN JAPAN FESTIVAL」、「SUMMER SONIC」などに初出演。10月にはLIQUIDROOMで初のワンマンライブを行った。
2010年1月、iTunesの2010年ブレイクが期待できる新人アーティスト10組「iTunes Japan Sound of 2010」に選ばれた。 また、『SPACE SHOWER Music Video Awards 09』のBEST NEW ARTIST VIDEOカテゴリーで「FOLLOW ME」がノミネート作品に選ばれた。
2010年2月3日、2ndアルバム『ファンファーレと熱狂』をリリース、オリコンデイリーアルバムチャートで9位を記録。また、同アルバムは音楽誌snoozerによる、2010年の年間ベストアルバムランキングにおいて、国内ミュージシャンとしては最高順位となる13位に選ばれた。5月22日から29日にかけてandymoriを含む5バンドが「Next Music from TOKYO!!!」と銘打ったバンクーバー、モントリオール、トロントを巡るカナダツアーを敢行。2011年1月20日には第3回CDショップ大賞の大賞を受賞した。
2010年11月27日、吉祥寺CLUB SEATAでのライブをもって、ドラムの後藤が脱退した。同年12月2日、下北沢SHELTERのライブより、新ドラマー岡山健二が加入した。
2010年12月8日、1stライブDVD『ぼくたちアンディモリ〜日比谷野外大音楽堂ライブ&ドキュメンタリー〜』をリリース。
2011年6月8日、3rdアルバム『革命』をリリース。9月11日より「3rd album '革命' 発売記念 ワンマン'秋の楽園'ツアー」を開催。2012年2月8日にその様子を収めた2ndライブDVD「秋の楽園ツアー 2011.10.07 Studio Coast」をリリース。
2012年3月7日にリリースを予定していた4thアルバム『光』が5月2日に延期。3月18日からの「100分間のファンタジー 遊ぼうぜ 踊ろうぜ」ツアーでは『光』の曲はアルバムの曲順通りに演奏された。
2012年5月2日、4thアルバム『光』をリリース。オリコン週間アルバムチャートで8位を記録し、初の週間トップ10入りを果たした。
2012年11月21日より、対バンツアー「マイム・マイム」がスタート。くるり、浅井健一、チャットモンチー、曽我部恵一BANDらと共演。同月1日に小山田が合成カンナビノイドを含有する製品を服用し警察から事情聴取を受けたが、刑事処分はなされなかった。一連の騒動に関して、本人は反省の弁を述べ、ライブツアーは無事予定通りに行われた。
2013年5月27日、オフィシャルサイトで2013年9月24日の日本武道館公演「andymori ラストライブ 武道館」をもって解散と発表されたが、7月4日に小山田が約4.5mの高さから河川に飛び降り、治療とリハビリに数ヶ月から1年以上を要する重傷を負ったため、公演はキャンセルとなった。2013年11月20日、現体制となってからの音源から選ばれた初となるライブアルバム『ANDYSHANTY』『愛してやまない音楽を』を同時リリース。
2014年6月27日、オフィシャルサイトで、2014年7月21日と27日に、大阪と東京でワンマンライブ「andymori ワンマン ひこうき雲と夏の音」を開催し、また、8月には4本のライブイベントに出演、8月29日の「SWEET LOVE SHOWER 2014」への出演をもって解散することを表明していたものの、「SLS」のステージ上にて小山田が再度ラストライブを提案、急遽日本武道館が再び押さえられ、10月15日に行うこととなった。
2014年10月8日、4thライブDVD『ひこうき雲と夏の音』をリリース。
2014年10月15日、日本武道館公演「andymori ラストライブ」をもって解散。
小山田は解散の理由として、次にやろうとしていることが、このバンドではできないからだという。また、このバンドでできることは、全部やりきったと述べている。
2023年12月25日、CDデビュー15周年を記念しInstagramとTikTokのレーベルスタッフアカウントが開設。1stアルバム収録曲「すごい速さ」が2024年4月24日付から6月12日付までBillboard JAPANの「TikTok Weekly Top 20」でトップ10にランクインし、TikTokでの総再生数が3億を突破するなど、リリースから15年を経てバイラルヒットを飛ばした。6月3日にはオリジナルアルバム全5作がアナログレコードでリリースされることが決定した。

## ディスコグラフィー

### オリジナル・アルバム
- andymori （2009年2月4日）オリコン最高162位
- ファンファーレと熱狂 （2010年2月3日）オリコン最高23位
- 革命 （2011年6月8日）オリコン最高12位
- 光 （2012年5月2日）オリコン最高8位
- 宇宙の果てはこの目の前に（2013年6月26日）オリコン最高16位

### EP
- アンディとロックとベンガルトラとウィスキー （2008年10月8日）
  1. andyとrock
  2. everything is my guitar
  3. FOLLOW ME
  4. 遠くへ行きたい
  5. ベンガルトラとウィスキー

### LP
- 都会をすごい速さで走るベンガルトラ （2008年10月8日）
  - ディスク：1
    1. everything is my guitar
    2. FOLLOW ME
    3. ベンガルトラとウィスキー

  - ディスク：2
    1. モンゴロイドブルース
    2. 都会を走る猫
    3. すごい速さ

### オムニバス参加アルバム
- DJやついいちろう 1 （2009年6月26日）
  - DJやついいちろうのロックミックスCD。M-21「FOLLOW ME」で参加。
- ROCK THE MIX 2 （2009年9月30日）
  - GOING UNDER GROUNDの松本素生のDJプロジェクト作品。M-25「すごい速さ」で参加。
- くるり鶏びゅ〜と （2009年10月21日）
  - くるりの10周年記念トリビュートアルバム。M-2「ロックンロール」で参加。
- TOKYO NEW WAVE 2010 （2010年7月7日）
  - TOKYO NEW WAVE 2010のコンピレーションアルバム。M-11「クレイジークレーマー」で参加。
- ゴールデン・ヒッツ （2011年6月22日）
  - DJやついいちろうのロックミックスCD。M-6「僕がハクビシンだったら」で参加。
- KING OF SONGWRITER〜SONGS OF KIYOSHIRO COVERS〜 （2012年5月2日）
  - 忌野清志郎のカバーアルバム。M-1「トランジスタ・ラジオ」で参加。
- 奥田民生・カバーズ2 （2013年3月6日）
  - 奥田民生のカバーアルバム。M-8「イージュー★ライダー」で参加。

### 自主制作
- everything is my guitar（2007年10月）
  1. everything is my guitar
  2. FOLLOW ME
  3. アイラビューベイビー
  4. sunny side diary
  5. トワイライトシティー
  6. マイアミソング(studio session)

### bgms
自主制作CD「空は藍色」（2006年）
- 1. 空は藍色
  2. マイアミソング
  3. チクタク
  4. カウボーイのうた

### マリファナショップ
自主制作CD「生命の唄」（2005年）
- 1. 生命の唄
  2. 手紙
  3. サンライズサンセット
  4. モノクローム
  5. teen's

### 未音源化楽曲
主にライブなどで披露され、現在もCD化されていない楽曲が数多く存在する。メジャー・デビュー後にDVD化されているライブ、またDVD化されていない未音源化楽曲についても記す。
- 三万日ブルース（1st Live DVD）
- マイアミソング（1st Live DVD）
- アイラビューベイベー (1st Live DVD)
- パーティーは終わった（2nd Live DVD）
- 在る光（2nd Live DVD）
- 706号室（2nd Live DVD）
- 恋のうた（3rd Live DVD、スピッツのカバー）
- おいでよ（4th Live DVD）
- Sunny Side Diary（4th Live DVD）
- それでも夜は星を連れて（4th Live DVD）
- ラブリーラバー
- ゆりかご（元々3rd album革命に収録される予定だった）
- 渋谷の歌（2nd album 発売記念ワンマン・ツアー"ファンファーレと熱狂"）
- ロックンロールブルース（2nd album 発売記念ワンマン・ツアー"ファンファーレと熱狂"）
- 東京（2nd album 発売記念ワンマン・ツアー"ファンファーレと熱狂"）
- クレイジーへ（2011 下北沢daisybar "ヒロ企画" バンドアレンジで披露）
- ねえねえ（2011 RADIO CRAZYでのみ披露）
- バラナシに住む猫
- space dive

## ミュージック・ビデオ
| 監督                       | 曲名 |
| 飯嶋和良                   | 「1984」「CITY LIGHTS from DVD「ぼくたちアンディモリ」」「Peace from DVD「秋の楽園ツアー 2011.10.07 Studio Coast」」「クラブナイト 〜Live Ver.〜」「シンガー」 |
| 鴻上尚史                   | 「「ネバーランド」SHORT FILM」 |
| 澁谷征司 / 庄司信也        | 「光」 |
| 庄司信也 / 深津昌和        | 「Life is Party」「夢見るバンドワゴン」 |
| 深津昌和（フカツマサカズ） | 「FOLLOW ME」「Sunrise & Sunset」「everything is my guitar」「宇宙の果てはこの目の前に」「革命」「青い空」                                                     |
| フカツマサカズ/佐藤啓      | 「CITY LIGHTS」「すごい速さ」「グロリアス軽トラ」「ナツメグ」                                                                                                  |
| 足立公平                   | 「ビューティフルセレブリティー」 |